# João Domingos Bomtempo
João Domingos Bomtempo (Lisboa (Portugal), 28 de desembre, 1775 - Idem. 18 d'agost, 1842) va ser un compositor, pianista, pedagog i oboista portuguès. És el primer compositor portuguès que va compondre simfonies i obres de música de cambra.

## Biografia
João Domingos Bomtempo és el sisè de deu fills d'un músic d'origen italià, Francesco Saverio Bomtempo, oboista de la "Royal Court Orchestra" de Lisboa i Mariana da Silva. El seu pare va ser el seu primer mestre. Li ensenya el seu instrument, el piano i el contrapunt. Va continuar els seus estudis musicals a la Fraternitat de Santa Cecília on va ser una petita soprano i potser al Seminari Patriarcal de Lisboa i el 1792, encara era cantant a la capella reial.

Després de la mort del seu pare el 8 d'agost de 1795, el va succeir com a oboè principal el 16 de setembre, amb un sou idèntic. Va abandonar el càrrec el 1801, quan es va traslladar a París per millorar-hi les seves habilitats. A diferència dels seus companys músics contemporanis, no té cap ambició per l'òpera. A partir de 1804 inicià la carrera de pianista virtuós a la "Salle Olympique" sota la direcció de Kreuzer (concert del 24 de gener de 1804). Va publicar les seves primeres obres amb Leduc i va ser interpretada el seu primer concert (1 de març de 1804) i la seva primera simfonia (8 de maig de 1809 amb el tercer concert per a piano), elogiada per "Le publiciste, el Journal général de la France i el Courrier de l'Europa". D'altra banda, l'"Allgemeine musikalische Zeitung" de 1810 va criticar el seu "joc de braços", Després del seu darrer concert a França, el 15 de gener de 1810, amb el seu quart concert i de nou la seva primera simfonia, la premsa el va tornar a saludar:
"N'hi ha prou amb haver escoltat la seva primera simfonia per situar-lo ja entre els compositors més famosos."
— Revista general de França, 17 de gener de 1810.
Continuà la seva carrera a Londres, on s'instal·là la tardor del mateix any, per la situació política i el revés militar al Portugal de Napoleó. Allà va trobar altres col·legues pianistes, entre ells John Field i Muzio Clementi, a qui va conèixer a París l'any 1802. Aquest darrer, amb qui es va fer amistat, seria l'editor de la seva música a través del Canal (unes deu obres, entre elles un mètode per a piano). el 1816). Li dedicà les seves tres sonates opus 91 (1811).
El 1811, va tornar a Portugal, però va fer diversos viatges a Londres (1816 i 1819) i París (1818–1820) -època en què va compondre la seva missa de rèquiem- abans d'establir-se a Lisboa el 1820. Va fundar l'agost de 1822 un Societat Filharmònica (Sociedade Philarmónica), destinada a promocionar la música del seu temps, com Haydn, Mozart i Beethoven i composicions pròpies i on, durant els concerts públics, la bona societat es troba. La seva activitat es va veure pertorbada pel període del moviment de Vilafrancada liderada per Miquel I de Portugal, i va continuar de manera irregular fins a l'arribada del règim absolutista l'any 1828; aleshores la societat es dissolgué.
Es va casar l'octubre de 1836 amb Maria das Dores Almeida, amb qui va tenir un fill, Fernando Maria Bomtempo, nascut el 23 d'agost de 1837 i del qual van ser padrins el rei Ferran II i la reina Maria.

## Obres (selecció)
Com a compositor João Domingos Bomtempo va deixar peces per a piano —influenciat per Muzio Clementi— (incloent onze sonates), música de cambra, obres per a orquestra (incloent quatre concerts impresos per a piano i dues simfonies), així com cors d'obres i una òpera inacabada. El seu rèquiem dedicat a la memòria de Luís de Camões és sens dubte la seva obra mestra i la més coneguda de les seves composicions.
Algunes obres no tenen número d'opus.
Piano
- Les onze sonates per a piano van ser compostes durant les seves estades a París i Londres.

Sonates
- n° 1 en fa majeur op. 1 (Paris, Leduc) dedicada a la princesa de Portugal..
- n° 2 en ut majeur op. 5 (Paris) descobert l'any 1992.
- n° 3 en mi bémol majeur op. 9 n° 1
- n° 4 en ut majeur op. 9 n° 2
- n° 5 en ut majeur op. 13 «sonata fàcil" (Londres 1811, Clementi) dedicada per Bomtempo als “seus alumnes”.
- n° 6 en la bémol majeur op. 15 n° 1
- n° 7 en sol mineur op. 15 n° 2
- n° 8 en sol majeur op. 18 n° 1
- n° 9 en fa mineur op. 18 n° 2
- n° 10 en mi bémol majeur op. 18 n° 3
- n° 11 en mi bémol majeur op. 20

Altres peces: Variações sobre o 'Minueto Afandangado' (Fandango i variacions) op. 4; Variações sobre um tema de Paisiello 'Nel cor piú non mi sento' (Introducció, cinc variacions i fantasia sobre una melodia preferida de Paisiello) op. 6; Capricho e Variações sobre o (Capriccio i variacions de God Save The King) en mi bemoll major op. 8; Fantasia en do menor op. 14; Ária Popular com Variações (Variacions sobre una cançó popular francesa) op. 15 núm 3; 12 estudis op. 19; Fantasia e Variações sobre a Ária de Mozart (Fantasia i variacions sobre un tema de La flauta màgica) en sol menor op. 21; Ària da Ópera Alessandro in Efeso composta i arranjada per a piano (Variacions sobre un tema d''Alessandro in Efeso') en si bemoll major op. 22; Variacions sobre un tema de La donna del lago de Rossini en mi menor; Vals.
Música de cambra
Bomtempo era un aficionat a la formació de piano i corda i, més concretament, del quintet. Va deixar onze obres per a aquest grup, entre les quals dues partitures inacabades.
- Quintet amb piano en mi bemoll major, op. 16 (1813 o 1814)
- Quintet amb piano en re major
- Fantasia per a piano i quartet de corda
- Serenata, per a piano, flauta, clarinet, 2 trompetes, oboè i contrabaix en fa major
- Sonata per a violí i piano;

Orquestra
- Concerts per a piano: núm. 1 en mi bemoll major op. 2; núm. 2 en fa menor op. 3; núm. 3 en sol menor op. 7; núm. 4 en re major op. 12;
- Simfonies: núm. 1 en mi bemoll major op. 11 (estrenada a París el 1809, representada a Londres l'any següent); núm 2 en re major (1835);
- Peces diverses: Obertura en do menor; Fantasia per a piano; Divertiment per a piano.

Per a veu
- Cantates: Hino lusitano (himne lusità) op. 10; À Paz da Europa (A la pau a Europa) op. 17;
- Rèquiem, à memòria de Camões en do menor, op. 23 (1818, ed. Leduc) creació, París 1819.
- Quatro Absoluções (Quatre Absolucions)
- Libera me Domine en do menor (1835)
- Te Deum en fa major
- Missa en fa major
- Òpera: Alessandro a Efeso, inacabada.

## Pedagogia
Elements de música i mètode de tocar el piano fort; amb exercicis de tots els nostres gens, diversos progressistes, tres preludis en tots els nostres tons, i dotze estudis, composts i oferts en la seva llengua portuguesa, per J.D. Bomtempo. Qualsevol: Elements de música i mètode de tocar el piano; amb exercicis de tota mena, sis lliçons progressives, trenta preludis en tots els matisos i dotze estudis, obra composta i ofert a la nació portuguesa.

## Discografia
- Messe de requiem - Ana Pusar-Jerič, soprano; Heidi Reiss, alto; Christian Vogel, ténor; Hermann Christian Polster, basse; Chœur et orchestre de la radio de Berlin, dir. Heinz Rögner (1-5 décembre 1980, Portugalsom / Berlin Classics) (OCLC 42845220)
- Concertos pour piano nos 2 et 4 - Nella Maíssa, piano; Orchestre symphonique de Nuremberg, dir. Klauspeter Seibel (15-17 juillet 1985, Portugalsom) (OCLC 46638897)
- Concertos pour piano nos 1 et 3 - Nella Maíssa, piano; Orchestre symphonique de Nuremberg, dir. Klauspeter Seibel (22/25 septembre 1986, Portugalsom) (OCLC 24107682)
- Rèquiem - Angela Maria Blasi, soprano ; Liliana Bizineche-Eisinger, mezzo-soprano ; Reinaldo Macias, ténor ; Michel Brodard, basse ; Chœur Gulbenkian et Orchestre Gulbenkian, dir. Michel Corboz (14-16 juin 1994, Virgin / Erato) (OCLC 1020518918 et 898474566)
- Symphonies nos 1 et 2 - Nouvelle philharmonie Portugaise, dir. Alvara Cassuto (1996, Movieplay)
- Sonates pour piano op. 5, 15 no 2 et 18 no 2 - Gabriela Canavilhas, piano (23-25 février 1998, Portugalsom SP 4187) (OCLC 52534581)
- Symphonies nos 1 et 2 - Orchestre philharmonique de la NDR de Hanovre, dir. César Viana (4-8 octobre 1999, Portugalsom SP 4291)
- Quintettes avec piano - Gabriela Canavilhas, piano ; Quarteto Capela (2003, Movieplay MOV 3-11039)
- Sonates pour piano op. 5, 13 et 15 (vol. 1) - Philippe Marquez, piano (9-10 septembre 2013, Movimento patrimonial perla música Portuguesa)
- Sonates pour piano (intégrale) - Luísa Tender, piano (27 juin-1er juillet 2018, 2 SACD Grand Piano GP801-02)